# Barrel of a Gun
«Barrel of a Gun» - перший сингл з альбому Ultra британського гурту «Depeche Mode», що вийшов 28 січня 1997 у США і 3 лютого 1997 року в усьому світі.

## Про сингл
Композиція «Barrel of a Gun» була записана у важкий для учасників гурту час. У 1995 Алан Уайлдер покидає Depeche Mode, за його словами, « через зростання невдоволення внутрішніми відносинами і робочою обстановкою в колективі». Після виходу Уайлдера, багато хто скептично ставився до того, що Depeche Mode коли-небудь запишуть новий матеріал. Також наркотична залежність Дейва Гаана перешкоджала запису нового альбому. Протягом 1995-1996рр.. Мартін Гор намагався переконати гурт спробувати записатися, але Дейв тільки зрідка з'являвся у студії, а коли все-таки з'являвся, йому були потрібні тижні, щоб записати якусь вокальну партію. Але у середині 1996, Гаан почав проходити курс реабілітації від наркотичної залежності, після чого колектив, разом з новим продюсером Тімом Сіменоном, продовжив запис платівки.
Однією з перших записаних пісень була «Barrel of a Gun». Вона має яскраво виражене індустріальне звучання і є однією з найпохмуріших композицій Depeche Mode. Мартін Гор не був упевнений в успіху «Barrel of a Gun» і тому не хотів щоб вона виходила як сингл, однак інші учасники гурту, а також Деніел Міллер і Тім Сіменон наполягли на її релізі. Пісня досягла 4-го рядка британського чарту, тим самим зайнявши, на той момент, найвищу позицію в хіт-параді Великої Британії, як і сингл «People Are People», що вийшов у 1984. 4-ї позиції британського чарту також досягла пісня «Precious» у 2005.
Бі-сайдом синглу є композиція «Painkiller», тривалістю 7+ хвилин. Її перероблена версія під назвою «Junior Painkiller», тривалістю 2+, представлена прихованим треком на альбомі Ultra.
Режисером музичного відео на пісню «Barrel of a Gun» став Антон Корбейн, який віддавна співпрацює з колективом. У ньому Дейв Гаан співає з закритими очима, на повіках яких намальовані очі, щоб здавалося ніби вони відкриті. Зйомки проходили у Марокко.